# 赫伯斯峽谷
赫柏峽谷（Hebes Chasma）是位於火星水手號谷正北方的一個峽谷，中心座標1.1°S，在火星赤道和水手號谷系統之間，塔爾西斯區的正東方。

Hebes Chasma

## 地理
赫柏峽谷是火星上是一個完全封閉的凹陷區域，與西面的厄科峡谷、西南方的佩罗坦陨击坑或南方的水手號谷之間沒有任何相連的河道。該峽谷由東端至西端最長距離約320公里，由南端至北端最寬約130公里，深度約5至6公里。凹陷區域的中心是一個自谷底隆起約5公里，高度幾乎和峽谷周圍區域相等的巨大桌山赫柏桌山。這個桌山讓赫柏峽谷成為火星一個特殊的峽谷。

## 桌山的形成
赫柏峽谷的谷壁和桌山邊緣的陡坡受到風化程度不同，另外對兩個區域熱慣性的研究顯示組成物質也有差異。熱慣性決定了物質可以保持熱能的時間長短，例如岩石區域在夜間的溫度始終高於塵埃區域。一個解釋兩個區域差異的流行觀點是桌山物質來自於湖底沉積物。

## 外部連結
- A trough in the grand canyon of Mars （页面存档备份，存于） - European Space Agencies 3-dimensional images of Hebes Chasma
- Hebes Chasma on Google Mars （页面存档备份，存于） - scrollable map centered on Hebes Chasma
- Terragen render of Hebes Chasma
- History's Layers in Hebes Chasma （页面存档备份，存于） - THEMIS feature page on Hebes Chasma